# Спортивная медицина

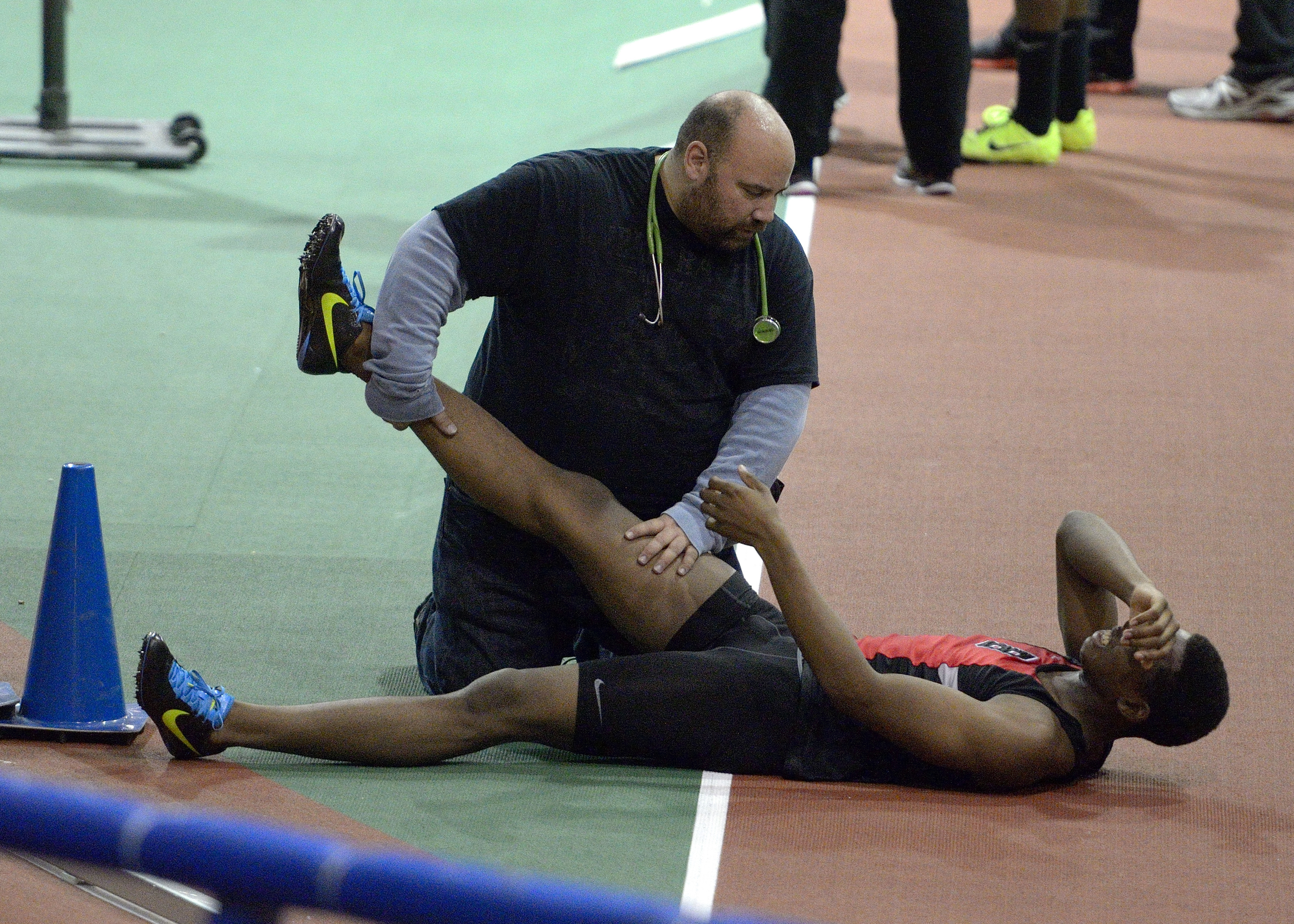
Экстренная помощь спортсмену

Спортивная медицина — отдельная специфическая область медицинской науки и практики, отвечающая за медико-биологическое обеспечение подготовки спортсменов — неотъемлемую составляющую их спортивной подготовки в целом, призванная решать целый ряд специфических задач. Организации, занимающиеся медицинским контролем за подготовкой спортсменов, объединены под эгидой Международной федерации спортивной медицины.

## Основные задачи спортивной медицины
- Медико-биологический отбор и допуск к занятиям тем или иным видом спорта в соответствии с генетически и фенотипически обусловленными возможностями индивидуума.
- Допуск к занятиям спортом и спортивным тренировкам на основании информативной многовариантной оценки состояния здоровья индивидуума.
- Контроль за функциональной готовностью организма спортсмена в условиях осуществления им избранной спортивной деятельности — всегда на основе использования принципа мультипараметрической оценки характеристик совершаемой им специфической работы и принципа мультипараметрической оценки реакций организма спортсмена на совершаемую им тренировочную и соревновательную работу.
- Коррекция динамики уровня функциональной готовности спортсмена с использованием специфических корригирующих комплексов, включающих средства и методы, разработанные на основе методов клинической медицины, традиционной народной медицины.
- Обеспечение роста тренированности (повышение специальной работоспособности) спортсмена с использованием физиологически обоснованных специфических комплексных (педагогических, медико-биологических, психологических) воздействий на организм спортсмена.
- Профилактика и лечение травм и заболеваний спортсменов в процессе их специфической деятельности и вне её.
- Реабилитация спортсменов после перенесённых травм и заболеваний.
- Экстренная помощь при травмах и неотложных состояниях спортсменов.
- Контроль за соблюдением спортсменами гигиенических требований, способствующих снижению заболеваемости и росту тренированности.
- Контроль за применением в спорте фармакологических препаратов.

## Составные части спортивной медицины
- Врачебный контроль в спорте;
- Функциональный контроль в спорте;
- Функциональная реабилитация спортсменов и повышение спортивной работоспособности;
- Терапия соматических заболеваний спортсменов;
- Спортивная травматология;
- Медицинская реабилитация спортсменов;
- Неотложная медицинская помощь в спорте;
- Гигиена спорта;
- Служба допинг-контроля.

## Научные исследования в спортивной медицине
Основные направления научных исследований в спортивной медицины:
- спортивная кардиология;
- функциональная диагностика;
- диагностика и лечение соматических заболеваний спортсменов;
- диагностика и коррекция иммунного статуса спортсменов;
- диагностика и лечение травм опорно-двигательного аппарата спортсменов;
- реабилитация спортсменов после заболеваний и травм;
- восстановление спортсменов после тренировочных и соревновательных нагрузок;
- повышение спортивной работоспособности спортсменов.

## Спортивная фармакология
Спортивная фармакология — одна из базовых наук, которая должна в обязательном порядке входить, в программу подготовки спортивных врачей (специальности «спортивный фармаколог» де факто не существует и эта наука не преподается сегодня, ни в одном медицинском ВУЗе или институте повышения квалификации врачей). Разрешенные к применению в спорте Медицинской комиссией МОК и Всемирным антидопинговым агентством средства и методы спортивной фармакологии могут и должны широко использоваться в подготовке спортсменов различных возрастов и спортивной квалификации. Вместе с тем, при фактическом отсутствии в стране специалистов по спортивной фармакологии, возможность грамотного применения фармакологических средств (равно как и биологически активных добавок — БАДов) в спорте — сомнительно.